# فارني مصاص الدماء
فارني مصاص الدماء أو عيد الدم هي قصة رعب قوطية متسلسلة، تعود إلى العصر الفيكتوري، وتُنسب إلى جيمس مالكولم ريمر وتوماس بيكيت بيرست. ظهرت لأول مرة في عام 1845-1847 كسلسلة من الكتيبات الأسبوعية الرخيصة من النوع الذي كان يُعرف باسم «بيني دريدفول». كتبها للمؤلف من خلال خط الطباعة  عندما نُشرت القصة على شكل كِتاب في عام 1847، كان طول الملحمة قد امتدت في النسخة الأصلية إلى 876 صفحة ذات عمودين  و 232 فصلاً. إجمالًا وصل مجموع الكلمات حوالي 667000 كلمة.
على الرغم من التناقضات، فإن فارني مصاص الدماء عبارة عن قصة متماسكة إلى حد ما. كما إنها حكاية مصاص الدماء السير فرانسيس فارني، وقدمت العديد من الاستعارات الموجودة في قصص مصاصي الدماء المعروفة للجمهور حديثاً. كانت هذه هي القصة الأولى التي تشير إلى الأسنان الحادة لمصاصي الدماء، مشيرة إلى أنهم «بأسنانهم اشباه المخالب يقبضون على فريستهم.»

## مسألة التأليف
لسوء الحظ، لم تسمح ممارسات لويد التجارية للمؤلفين بوضع أسمائهم في أعمالهم المنشورة، ولهذا السبب هناك خلاف حول تأليف العديد من الأعمال التي نشرتها شركته، وخاصة تأليف فارني مصاص الدماء. إي. جادل بليلر بأن جيمس مالكولم ريمر هو على الأرجح مؤلف كتاب فارني بسبب الاختلافات في كيفية كتابته للحوار ضد توماس بيكيت بريست، كما فعل لويس جيمس، مستشهداً بقطعة من المخطوطة بخط يد ريمر. من الشائع أن العمل كان على الأرجح مكتوبًا بشكل تعاوني ولذا عادة ما يعتبر كلاهما مؤلفين مشاركين للقطعة.

## القصة

### الإطار
القصة لها وضع مشوشة. بينما تم ضبطها ظاهريًا في أوائل القرن الثامن عشر،  هناك إشارات إلى حروب نابليون وغيرها من المؤشرات على أن القصة مُعاصرة إلى وقت كتابتها في منتصف القرن التاسع عشر. مغامرات فارني ظهرت في مواقع مُختلفة بما في ذلك لندن وباث، ووينشستر، ونابولي والبندقية.

### الشخصيات البشرية
تتعلق حبكة القصة بالمشاكل التي يُلحقها السير فرانسيس فارني بعائلة بانرورث، وهي عائلة ثرية كانت منتعشة من قبل والدهم المتوفى مؤخرًا.  البداية، تتكون بانرورث من سيدة بانرورث وأبنائها البالغين هنري وجورج وفلورا. يعيش صديق العائلة، السيد مارشديل، مع بانرورث في الفصول المبكرة. في وقت لاحق، خطيب فلورا تشارلز هولاند وعمه أدميرال بيل ومساعده بيلز جاك برينجل، يقيمون جميعاً في فندق بانرورث.

### شخصية فارني
يبدأ فارني في الفصول الأولى بعشقه للدماء بدافع الرغبة، ويحوَل العديد منهم إلى مصاصي دماء، إلا أنه الفصول الأخيرة تشير إلى أن فارني اهتم بالمصالح النقدية، القصة في بعض الأحيان غير متسقة ومربكة، كما لو أن المؤلف لم يكن يعرف ما إذا كان سيجعل فارني مصاص دماء حرفيًا أو مجرد إنسان يتصرف مثل الآخرين. على مدار الكتاب، يتم تقديم فارني بتعاطف متزايد باعتباره ضحية للظروف. كما يحاول إنقاذ نفسه، لكنه غير قادر على فعل ذلك، فينتحر في نهاية المطاف عن طريق رمي نفسه من على جبل فيزوف، بعد أن ترك رواية مكتوبة عن أصله مع كاهناً رحيم.
وفقًا لفارني، فقد لُعِن بمصّ الدماء، بعد أن خان الملكيون لصالح أوليفر كرومويل، ثم قتل ابنه عن طريق الخطأ في نوبةٌ من الغضب. ثم «يموت» ويتم إحياؤه عدة مرات خلال مسيرته المهنية. هذا أتاح للمؤلف مجموعة متنوعة من القصص الأصلية. في واحدة من هؤلاء، قام طالب طب يدعى الدكتور تشيلينجورث بتطبيق الجلفانية على جثة فارني المشنوقة ويعيد إحيائها. تتوازى هذه الحبكة الفرعية مع قصة فرانكنشتاين السابقة لماري شيلي وتكييفها بالفيلم الذي قدّم الكهرباء كوسيلة للدكتور فرانكشتاين لخلق الوحش.

## الإرث
لاحظ علماء مثل أسبيورن جون أن فارني كان له تأثير كبير على أدب مصاصي الدماء لاحقًا، بما في ذلك الرواية الشهيرة دراكولا (1897) لبرام ستوكر. نشأت العديد من استعارات مصاصي الدماء القياسية اليوم لفارني: كـ فارني لديه أنياب، ويترك ثقبين في أعناق ضحاياه، ويأتي من خلال النافذة لمهاجمة عذراء نائمة، ولديها قوى منومة، على عكس مصاصي الدماء الخياليين اللاحقين، فهو قادر على الذهاب في وضح النهار وليس لديه خوف خاص من الصلبان أو الثوم. يمكنه أن يأكل ويشرب بطريقة بشرية كشكل من أشكال التنكر، لكنه يشير إلى أن الطعام والشراب البشري لا يتفقان معه.
هذا أيضًا أول مثال على «مصاص دماء مُتعاطف» وهو مصاص دماء يحتقر حالته ولكنه مع ذلك عبداً لها. لا سيما من قبل شخصيات مثل الكونتيسة زاليسكا في فيلم ابنة دراكولا عام 1936، وبارناباس كولينز في المسلسل التلفزيوني الظلال الداكنة، وميك سانت جون في البرنامج التلفزيوني ضوء القمر، ولويس دي بوانت دو لاك في رواية مقابلة مع مصاص الدماء للكاتبة آن رايس، وروايات سانت جيرمين لتشيلسي كوين ياربرو، وكاين في ألعاب الفيديو تُراث كين، وشخصيات مارفل كوميكس هانيبال كينج، وهو محقق مصاص الدماء وموربيوس، ومصاص الدماء الحي نيك نايت في المسلسل التلفزيوني فارس إلى الأبد، وأنجل في عالم بافي قاتلة مصاصي الدماء، وبيل كومبتون في فيلم ألغاز مصاص الدماء الجنوبية لشارلين هاريس.

## في الثقافة الشعبية
تأثر صناع مارفل كومكس بهذه القصة. «فارناي» هو اسم أول مصاص دماء، صنعه سكان أطلانطس قبل أن يغرق. فارني هو أحد الشخصيات الرئيسية في ممارسة غريبة (2017) وتكميلاته من تأليف فيفيان شو. وفي لعبة الفيديو فامبير، يظهر مصاصي الدماء فارني. في عام 2021، ظهر فارني كشخصية في الموسم الرابع من كاسلفينيا، كأنا بديلة للموت، تستخدم للعمل تحت الإشعار لتعزيز أهدافه.

## الحواشي
1. ↑  Skal David J (1996) V is for Vampire Plume pg 210-212
2. ↑  The last page number of the 1847 edition is printed as 868, but this does not take into account that pages 577-584 were repeated.
3. ↑   The last chapter of the 1847 edition is printed as "CCXX" (220), but this was due to numerous errors in the chapter numbering, possibly caused by confusion over roman numerals, resulting in 12 more actual chapters than the final chapter numeral would indicate.
4. ↑  Calculated from the complete text at the University of Virginia نسخة محفوظة 18 مارس 2013 على موقع واي باك مشين.
5. ↑  Skal, David J. (1996). V is for Vampire. p.99. New York: Plume.
6. ↑  Cronin، Brian (29 أكتوبر 2015). "Did Vampires Not Have Fangs in Movies Until the 1950s?". هافينغتون بوست. مؤرشف من الأصل في 2016-06-04. اطلع عليه بتاريخ 2017-09-27.
7. ↑  McGuire، Riley (2016). "The Victorian Unspeakable: Stammering and Same-Sex Intimacy between Men". DiGeSt. Journal of Diversity and Gender Studies. ج. 3: 43–57. مؤرشف من الأصل في 2022-02-19. {{استشهاد بدورية محكمة}}: الوسيط غير المعروف |بواسطة= تم تجاهله يقترح استخدام |عبر= (مساعدة)
8. 1 2 3  Rymer، James Malcolm؛ Collins، Dick (2010). "Introduction". Sweeny Todd; The String of Pearls. Wordsworth Editions. ISBN:978 1 84022 632 4.
9. ↑  Haugtvedt، Erica (2016). ""Sweeney Todd" as Victorian Transmedial Storyworld". Victorian Periodicals Review. ج. 49: 443–460. مؤرشف من الأصل في 2022-02-19. {{استشهاد بدورية محكمة}}: الوسيط غير المعروف |بواسطة= تم تجاهله يقترح استخدام |عبر= (مساعدة)
10. 1 2 3  Hellman، Roxanne (2011). Vampire Legends and Myths. The Rosen Publishing Group. ص. 217.
11. ↑  Jøn، A. Asbjørn (2001). "From Nosteratu to Von Carstein: shifts in the portrayal of vampires". Australian Folklore: A Yearly Journal of Folklore Studies ع. 16: 97–106. مؤرشف من الأصل في 2022-03-25. اطلع عليه بتاريخ 2015-10-30.
12. ↑  Skal, David J. (1996). V is for Vampire. p.99. New York: Plume. (ردمك 0-452-27173-8).
13. 1 2  Lisa A. Nevárez (2013). The Vampire Goes to College: Essays on Teaching with the Undead". p. 125. McFarland
14. 1 2  Hellman، Roxanne (2011). Vampire Legends and Myths. The Rosen Publishing Group. ص. 217.
15. ↑  "Vampire." The Official Handbook of the Marvel Universe: Book of the Dead. Issue 5. 1985 Ser. 20. Feb. 1988.  نسخة محفوظة 2004-11-10 على موقع واي باك مشين.
16. ↑  "Strange Practice by Vivian Shaw". مراجعات كيركس. 15 مايو 2017. مؤرشف من الأصل في 2021-05-13. اطلع عليه بتاريخ 2017-10-14.
17. ↑  Sheehan، Jason (26 يوليو 2017). "Strange Practice: The Doctor Is In". الإذاعة الوطنية العامة. مؤرشف من الأصل في 2021-06-17. اطلع عليه بتاريخ 2017-10-14.
18. ↑  Bourke، Liz (26 يوليو 2017). "Healthcare for All, Even the Monsters: Strange Practice by Vivian Shaw". تور.كوم [الإنجليزية]. مؤرشف من الأصل في 2021-10-04. اطلع عليه بتاريخ 2017-10-14.
19. ↑  "Castlevania: Who Is Varney?". Den of Geek (بالإنجليزية الأمريكية). 14 May 2021. Archived from the original on 2022-04-14. Retrieved 2021-05-18.

## روابط خارجية
- فارني مصاص الدماء
- النص الكامل في جامعة فرجينيا
- الصور والرسوم التوضيحية من صفحة الصور فارني
- Varney, the Vampyre public domain audiobook at LibriVox
- ملخص وتعليق آخر تحديث الفصل 63 في عام 2011